# ホレズ修道院
ホレズ修道院（ホレズしゅうどういん）とは、ルーマニアのオルテニア地方に存在する世界遺産に登録されたルーマニア正教会の修道院。領主コンスタンティン・ブルンコヴェアヌによって設立され、1691年着工、1697年完成、1993年に世界遺産に登録された。
領主の名前にちなむ「ブルンコヴェネスク様式」と呼ばれる独創的なデザインの、美しい白い石造りの修道院として知られている。また、周辺には4つの附属する教会が存在する。

## 世界遺産

### 登録基準
この世界遺産は世界遺産登録基準のうち、以下の条件を満たし、登録された（以下の基準は世界遺産センター公表の登録基準からの翻訳、引用である）。
- (2) ある期間を通じてまたはある文化圏において、建築、技術、記念碑的芸術、都市計画、景観デザインの発展に関し、人類の価値の重要な交流を示すもの。